# Ochosternus
Ochosternus là một chi bọ cánh cứng trong họ 
Elateridae.
Chi này được miêu tả khoa học năm 1863 bởi Candèze.

## Các loài
Các loài trong chi này gồm:
- Ochosternus canalensis Fleutiaux, 1891
- Ochosternus cribriceps Fauvel, 1904
- Ochosternus dubius Fleutiaux, 1891
- Ochosternus gigas Candèze, 1882
- Ochosternus howensis Lea, 1929
- Ochosternus montrouzei Fleutiaux, 1891
- Ochosternus norfolcensis Lea, 1929
- Ochosternus pacificus Fauvel, 1904
- Ochosternus potensis (Montrouzier, 1860)
- Ochosternus punctiger Fleutiaux, 1891
- Ochosternus zealandicus (White, 1846)